# Vasil Kolarov
Vasil Petrov Kolarov (in bulgaro Васил Петров Коларов?; Šumen, 16 luglio 1877 – Sofia, 23 gennaio 1950) è stato un politico bulgaro, Presidente della Presidenza Provvisoria e Primo ministro della Repubblica Popolare di Bulgaria.

## Biografia
Kolarov nacque a Šumen, in Bulgaria. Negli anni '90 del XIX secolo si unì al Partito Democratico Sociale Bulgaro, e dal 1905 si era identificato con la sua ala rivoluzionaria. Fu eletto all'assemblea nazionale bulgara nel 1913 e nel 1920. In questo periodo, Kolarov era tra i leader dei partito, e un attivo partecipante del Comintern. Nel 1923 condusse una rivolta popolare assieme a Georgi Dimitrov, ma la rivolta fallì e Kolarov dovette fuggire in Unione Sovietica in cui rimase per più di vent'anni.
Kolarov tornò in Bulgaria nel 1945, durante l'occupazione sovietica, e fu rieletto all'assemblea nazionale. Fu ancora eletto nel 1946 e divenne Presidente della Presidenza Provvisoria della Bulgaria, tra la completa dominazione comunista. Rimase presidente fino al 1947, quando divenne Ministro degli Esteri nel governo Dimitrov. Quando quest'ultimo morì nel 1949, Kolarov perse la sua carica, ma fu eletto Primo ministro della Bulgaria dal Partito. Rimase Primo Ministro fino alla morte, avvenuta pochi mesi dopo a Sofia.